# Elmer Williams
Elmer Williams González, né le 8 octobre 1964, est un athlète portoricain, spécialiste du saut en longueur.

## Biographie
Il remporte trois fois de suite le titre de champion d'Amérique centrale et des Caraïbes, entre 1991 et 1995, après avoir obtenu deux médailles de bronze. Il termine deuxième des Jeux d'Amérique centrale et des Caraïbes de 1986, battu par le Cubain Jaime Jefferson. En 1989, il établit un record de Porto Rico en réalisant 8,19 m en altitude à Bogota.
En 1992 il saute à 8,05 m en juin à Ponce. En juillet il est 3e des Championnats ibéro-américains qui se déroulent à Séville. Aux Jeux olympiques de Barcelone il est éliminé en qualifications.
En 1995 il prend la troisième place aux Jeux panaméricains, battu par les Cubains Iván Pedroso et Jefferson.

### Palmarès
| Date | Compétition                                      | Lieu                       | Résultat | Épreuve   | Performance |
| ---- | ------------------------------------------------ | -------------------------- | -------- | --------- | ----------- |
| 1985 | Championnats d'Amérique centrale et des Caraïbes | Nassau                     | 3e       | Longueur  | 7,93 m (w)  |
| 1986 | Jeux d'Amérique centrale et des Caraïbes         | Santiago de los Caballeros | 2e       | Longueur  | 7,81 m      |
| 1989 | Championnats d'Amérique centrale et des Caraïbes | La Havane                  | 3e       | Longueur  | 7,78 m      |
| 1990 | Jeux d'Amérique centrale et des Caraïbes         | Mexico                     | 2e       | 4 × 100 m | 39 s 81     |
| 1991 | Championnats d'Amérique centrale et des Caraïbes | Xalapa                     | 1er      | Longueur  | 7,94 m A    |
| 1992 | Championnats ibéro-américains                    | Séville                    | 3e       | Longueur  | 7,91 m      |
| 1993 | Championnats d'Amérique centrale et des Caraïbes | Cali                       | 1er      | Longueur  | 7,96 m      |
| 1995 | Jeux panaméricains                               | Mar del Plata              | 3e       | Longueur  | 8,00 m (w)  |
| 1995 | Championnats d'Amérique centrale et des Caraïbes | Guatemala                  | 1er      | Longueur  | 7,67 m A    |

### Records
| Épreuve          | Performance | Lieu   | Date         |
| ---------------- | ----------- | ------ | ------------ |
| Saut en longueur | 8,19 m A    | Bogota | 11 août 1989 |